# پیشاهنگی
پیشاهَنگی (به انگلیسی: Scouting) جنبشی بین‌المللی برای امداد و کمک‌رسانی در مواقع اضطراری است. این جنبش در سال ۱۹۰۷ توسط رابرت بی‌دن-پاول پایه‌گذاری شد و به سرعت در جهان توسعه یافت. 
یکی از هدف‌های پیشاهنگی، ایجاد اعتماد به نفس است. هدف دیگر، ترویج روحیهٔ کمک به همنوع در میان مردم است.

## پیشاهنگی در ایران
پیشاهنگی در ایران در سال ۱۳۰۴ خورشیدی توسط آقای احمد امین‌زاده تأسیس گردید و در خردادماه سال ۱۳۱۴ نخستین دورهٔ مربیگری پیشاهنگی، در اردوگاه منظریهٔ تهران (اردوگاه شهید باهنر) برگزار گردید و فعالیت‌های این سازمان تا سال ۱۳۲۰ ادامه یافت؛ اما به علت وقوع جنگ جهانی، از سال ۱۳۲۰ تا سال ۱۳۳۲ فعالیت پیشاهنگی در ایران کمتر گسترش یافت. فعالیت‌های پیشاهنگی از سال ۱۳۳۲ توسط حسین بنایی به طور کامل و جهانی در سراسر ایران گسترش یافت و مجدداً با قوت بیشتری فعالیت‌های خویش را پی گرفت و تا سال ۱۳۶۴ ادامه داشت.

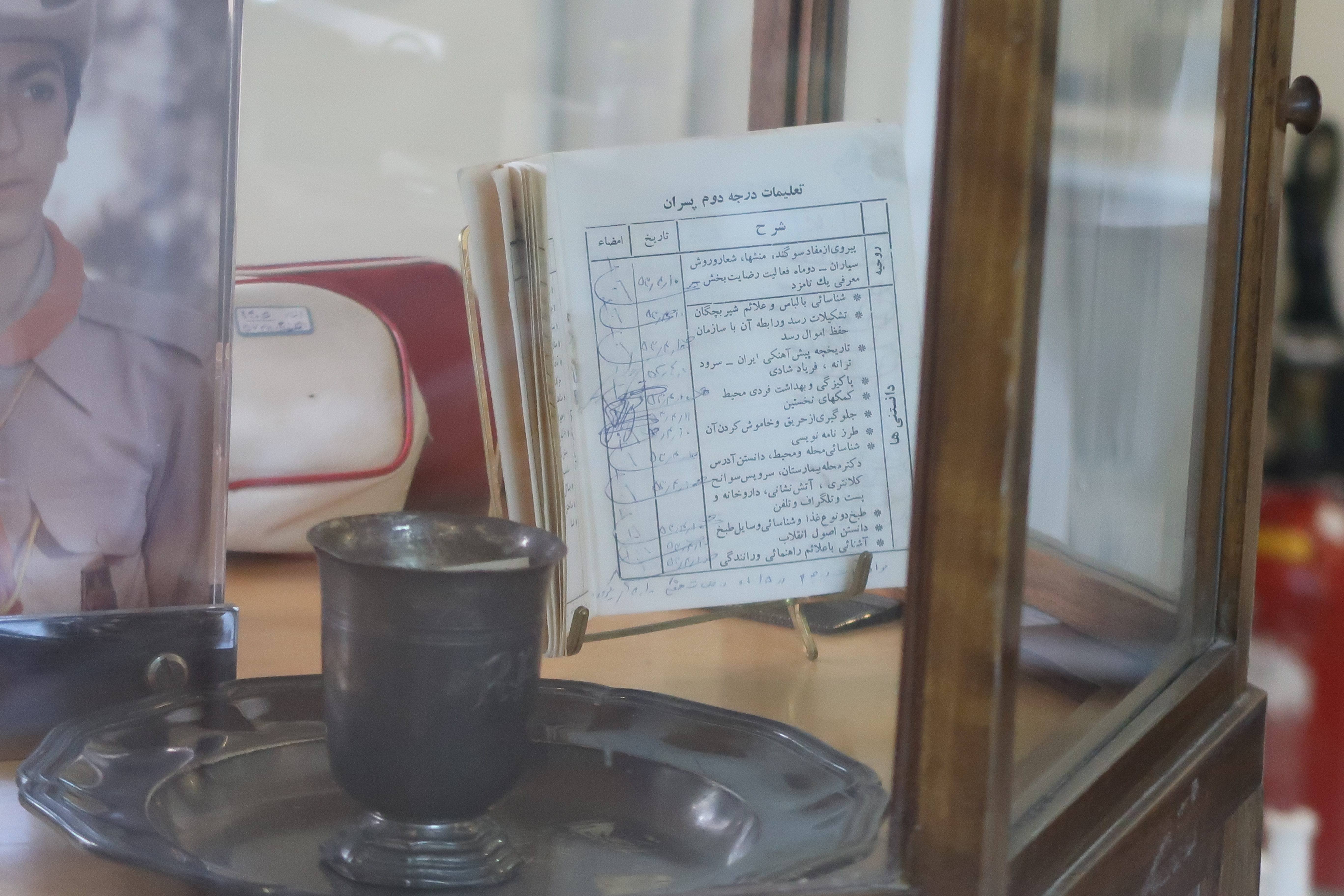
دفترچهٔ تعلیمات پیشاهنگی متعلق به رضا پهلوی

پس از انقلاب نیز وظیفه تشکیل و سازماندهی دانش آموزان پیشاهنگ را   بر عهده گرفت.
ابتدا در سال ۱۳۷۲ تشکیلاتی با نام پویندگان شکل گرفت و سپس در سال ۱۳۷۴ تشکیلات جامعی بنام پیشتازان  به‌جای پویندگان شکل گرفت .
پس از انقلاب به فردی که به عضویت پیشتازان در می آید پیشتاز می گویند.

## نگارخانه

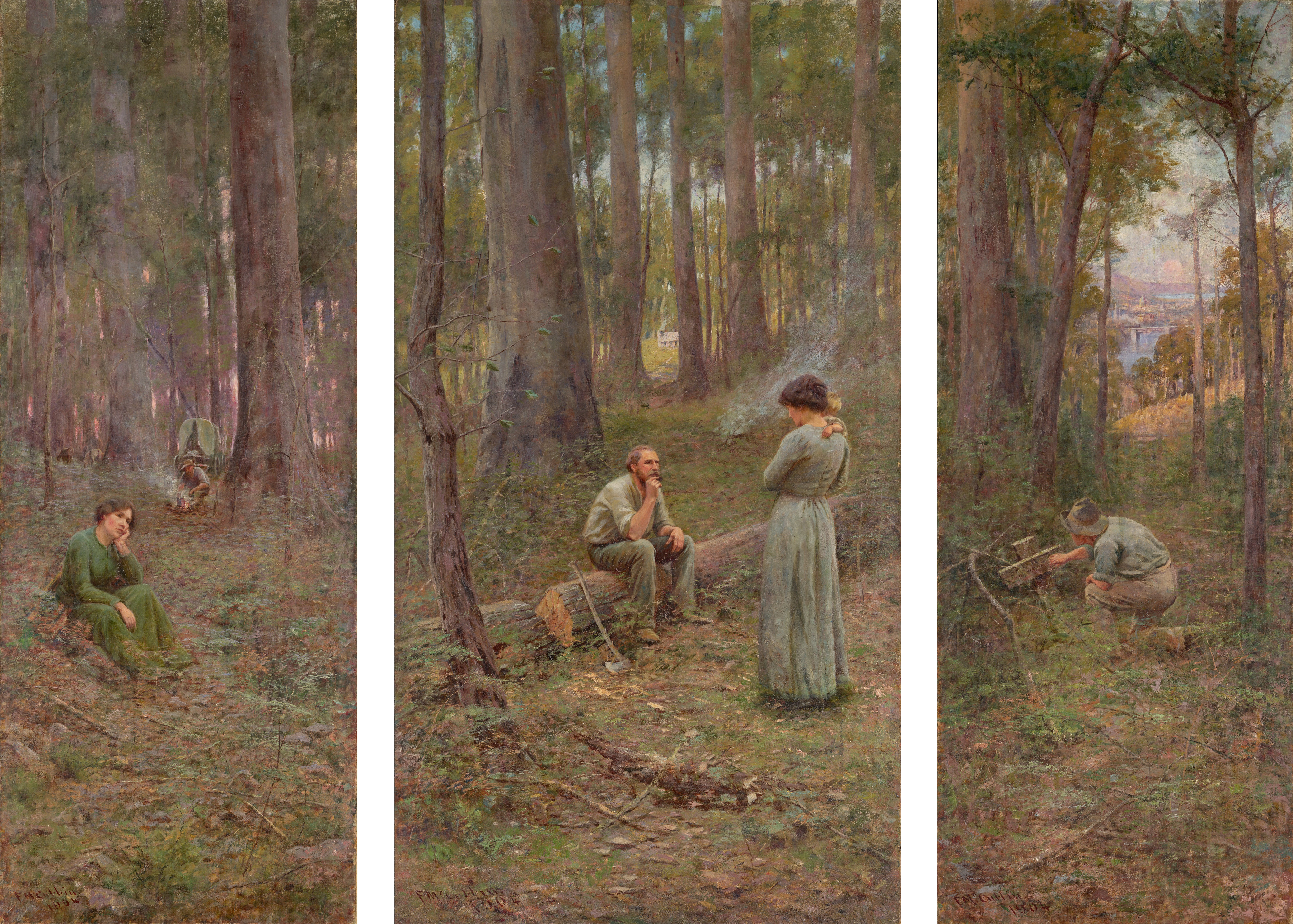
پیشاهنگ اثر فردریک مک‌کوبین